# 2015 en Palestine
Chronologie de la Palestine
- 2011
- 2012
- 2013
- 2014
- 2015
- 2016
- 2017
- 2018
- 2019

Cette page concerne les évènements survenus en 2015 en Palestine :

## Évènements
- Blocus de la bande de Gaza, en cours depuis 2007.
- Vague de violence israélo-palestinienne de 2015-2017
- 17 juin : Fin du gouvernement palestinien d'union nationale.
- 29 juin : Fusillade de Shvut Rachel (en)
- 31 juillet : Incendie criminel de Duma (en)
- 22 septembre : Mort de Hadeel al-Hashlamon (en)
- 26 octobre : Mort de Sa'ad Muhammad Youssef al-Atrash (en)
- 19 novembre : Attaque à la jonction de Gush Etzion (en)

## Sport
- Première Ligue de Cisjordanie 2014-2015 (en) (football)
- Première Ligue de Cisjordanie 2015-2016 (en) (football)
- Coupe de Palestine 2014-2015 (en) (football)
- 9-31 janvier :  Participation de la Palestine à la la Coupe d'Asie des nations de football 2015, en Australie.
- 24 juillet-9 août : Participation de la Palestine aux championnats du monde de natation 2015 (en)
- 22-30 août : Participation de la Palestine aux championnats du monde d'athlétisme 2015 (en)

## Sortie de films
- 3000 Nuits
- Le Chanteur de Gaza